# チャールズ・L・ケーディス
チャールズ・ルイス・ケーディス（Charles Louis Kades、1906年3月12日 - 1996年6月18日）は、アメリカ合衆国の軍人・弁護士。ケージスとも呼ばれる。
GHQ民政局課長・次長を歴任。日本国憲法制定に当たっては、GHQ草案作成の中心的役割を担い、戦後日本の方向性に大きな影響を与えた。

## 来歴

### 生い立ち
アメリカ合衆国ニューヨーク州ニューバーグ出身。東欧ユダヤ系の両親から生まれる。1927年、コーネル大学卒業。1930年、ハーバード大学法科大学院修了。弁護士となりマンハッタンの法律事務所に就職する。1933年にアメリカ合衆国財務省に入省し、ニューディール政策推進に尽力した。第二次世界大戦が始まるとアメリカ陸軍に属し、将校としてフランス戦線に従軍。最終的には大佐まで昇進した。

### GHQ民政局
1945年、第二次世界大戦終結後に進駐軍の一員として来日。はじめGHQ民政局課長、やがて次長となり、局長コートニー・ホイットニーの下で日本の民主化を推し進めた。
1946年2月3日、GHQ総司令官ダグラス・マッカーサーは、日本国憲法のGHQ草案作成を民政局に指示した。ケーディスは条文の起草を行うため7つの委員会と各委員会を監督する運営委員会を設置することを提案した。ホイットニーは提案を受け入れ、2月4日の会議で1週間以内に草案を作成するように指示した。ケーディスら民政局員は昼夜を問わず作成作業に当たったが、局員の中に憲法学を学んだものが一人もいなかったため、作成に当たっては憲法研究会の「憲法草案要綱」の他、世界12か国の憲法を参考にしている。2月7日以降に各委員会が作成した試案は運営委員会に提出され、8日から9日にかけて運営委員会で会合が行われた後、10日に草案はホイットニーからマッカーサーに提出した。マッカーサーは一部の修正を指示した後、2月12日に「マッカーサー草案」として日本政府に提示した。
3月4日、ケーディスは国務大臣松本烝治が提示した日本政府案と説明書の英訳を行うが、日本政府案がマッカーサー草案と異なっていることに気付き、「日本政府案は受け入れられない」と激怒し松本と口論となった。松本は経済閣僚懇談会への出席を理由に退席したが、ケーディスは松本の助手である法制局第一部長・佐藤達夫を相手に口論を続けた。英訳作業を終えた後、ケーディスは日本側と憲法の最終案作成の作業に入り、32時間の議論を経た3月5日に最終案が確定し、翌6日に日本政府により最終案「憲法改正草案要綱」が公表された。その後、憲法改正草案要綱は衆議院・貴族院での手続きを経て、1947年5月3日に日本国憲法として施行された。
1948年、マッカーサーの命を受けてアメリカへ帰国。当時、大統領ハリー・S・トルーマンとGHQ最高司令官マッカーサーとの間では、対日政策を巡る主導権争いが激化していた。マッカーサーには、ケーディスを用いてアメリカ政府上層部における自らの支持層を拡大しようという意図があったと考えられるが失敗に終わり、1951年にトルーマンにより更迭され、アメリカへ帰国した。

### 晩年
1949年5月3日、GHQ民政局次長を辞任。彼は、日本国憲法施行から2年に当たるこの日を自ら選んだと言われる。その後、再び弁護士としてニューヨーク州で活動を始め、1976年に引退した。1996年に90歳で死去した。
ケーディスは講演会や日本のNHKの取材を通して、GHQで自らが主導した占領政策の正当性を主張し、警察法改正や破壊活動防止法の制定、自衛隊創設などの、占領政策を変更する動きを批判し続けていた。
ケーディスの個人文書が、メリーランド大学図書館のゴードン・W・プランゲ文庫に保管されている。

## 家族
1948年にオーストラリアの女優ヘレン・パトリシア・ミンチンと結婚したが1959年に離婚し、ヘレンは娘キャロラインを連れシドニーに帰国した。ケーディスは親権を巡り裁判を起こすが、長期間に渡る裁判の末敗訴し、親権はヘレンが持つことになった。ケーディスとヘレンは後に別の男女と再婚し、ヘレンは2002年に死去した。

## エピソード
鳥尾鶴代と不倫関係にあったというエピソードが有名。アメリカ対日協議会のハリー・カーンが春名幹男に語ったところによると、ハリーに吉田茂が女性関係を調べさせ、証拠写真を撮らせたという。斎藤昇国警本部長官ら旧内務官僚らが、内務省解体をもたらしたケーディスの追い落としを図ってG2に加担したが、鳥尾鶴代を通じてこれがケーディスに知られるところとなり、これらに加わった旧内務官僚の警視庁幹部らは左遷されることとなった。さらにケーディスは自身に火の粉が降りかかるのを阻止するために、日本の政財官界における汚職問題に矮小化ないし歪曲化した形で、東京地検隠退蔵事件捜査部に事件化（「昭和電工事件」）させたとの見方もある。
ニューディーラーとして日本の民主化に尽力した一方で、総選挙の結果に反して第一党ではない政党の党首を首相に据えるよう工作したり、司法の判断を黙殺して平野力三を公職追放に追い込む平野事件を画策するなど、いわば独裁に走ったような一面もあったと言われている。こうした行動の背景には、参謀第2部（G2）部長のチャールズ・ウィロビーや吉田茂、白洲次郎らとの対立が激化していたことがあったと考えられる。
ケーディスが民政局を辞任した際、日本進駐の経験のあるロバート・アイケルバーガーは「彼は日本人に自ら手本を示した。空虚な理想主義者は奢りと腐敗に溺れ、自滅する。」とコメントしている。米国立公文書館の吉田ファイルには2000年時点でCIAが公開を拒否している秘密文書が13ページもあった。